# Glassäge

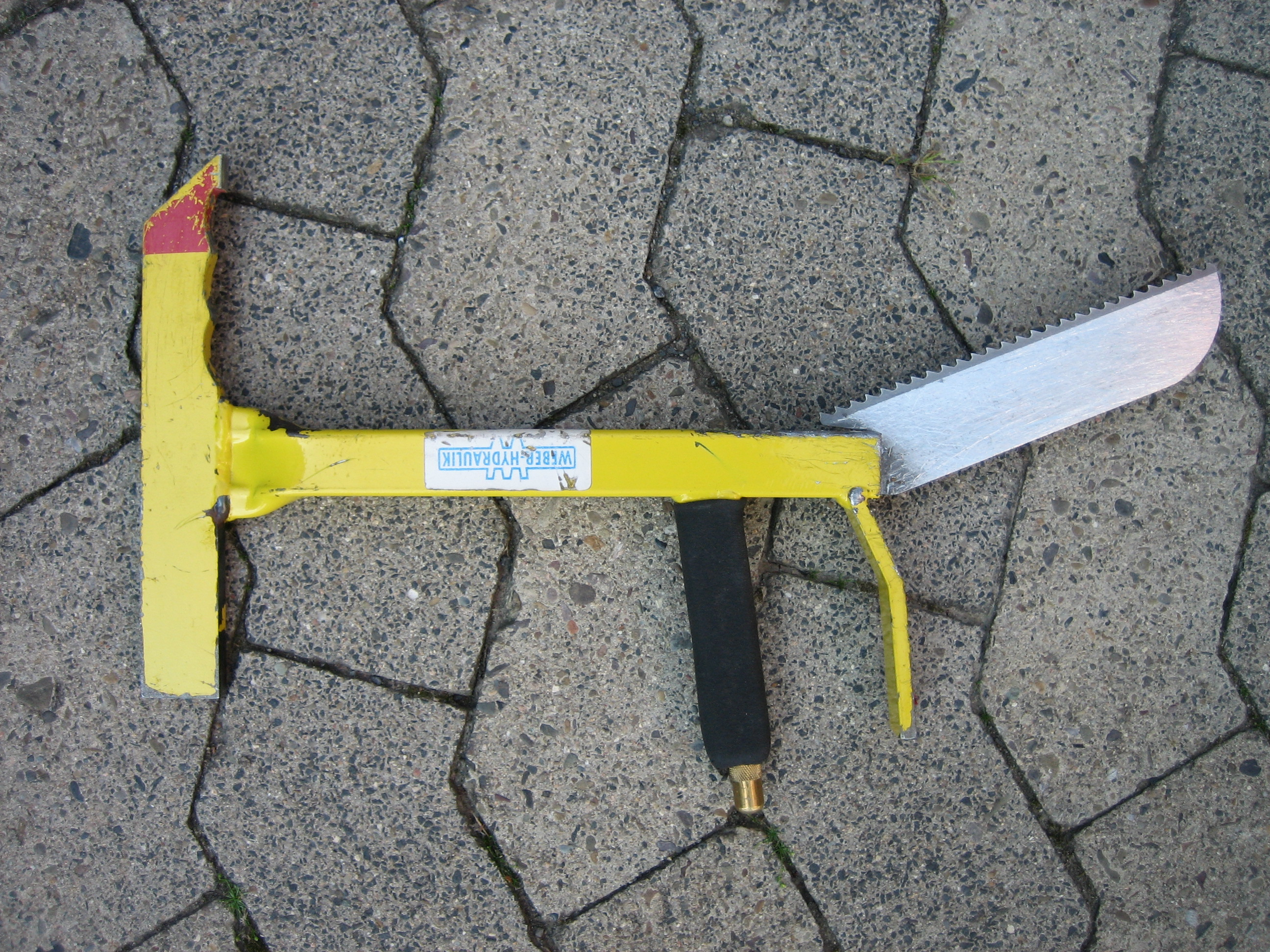
Glasmaster zum Sägen von Verbundglasscheiben

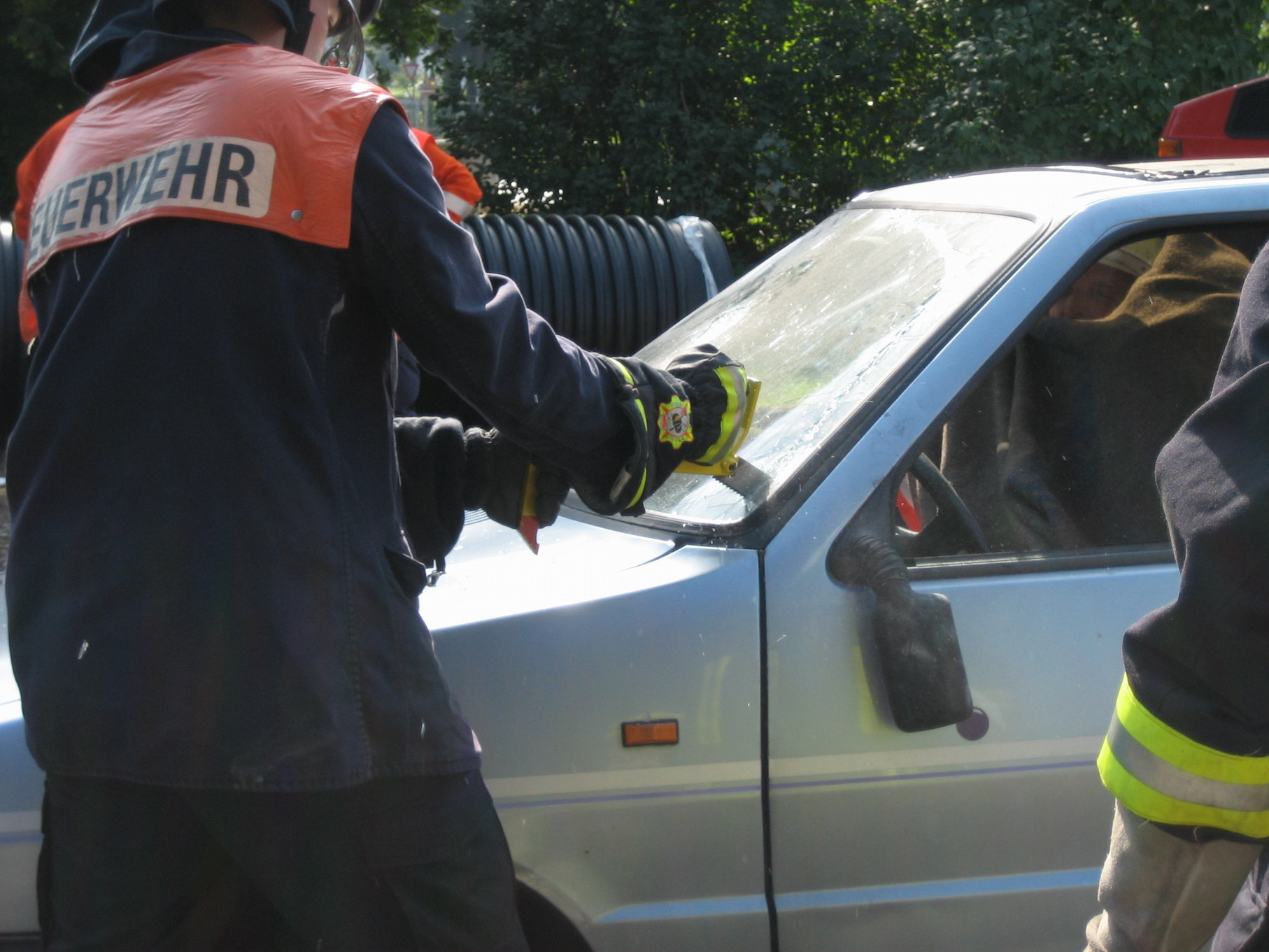
Der Glasmaster im Einsatz

Die Glassäge ist ein Rettungswerkzeug aus dem Feuerwehrbedarf zur technischen Hilfeleistung, das zum Aufsägen von Verbund-Sicherheitsglas, zumeist Windschutzscheiben von Kraftfahrzeugen, verwendet wird. Das Werkzeug ist eine Kombination aus Hammer und Säge, oftmals ist im Griff des Glasmasters noch ein Federkörner eingesteckt.

## Anwendung
Mit der hammerförmigen Seite der Glassäge wird zuerst ein Loch in die Scheibe geschlagen, um einen Zugang für das Sägeblatt zu schaffen, oder es wird direkt ein vorhandener Spalt genutzt, der durch das Einschneiden der A-Säule entsteht. Danach wird mit dem Sägeblatt – mit rückwärtsgerichteten Zähnen, dadurch werden die Glassplitter nach außen geschleudert – die Scheibe zersägt. Der Federkörner dient zum sicheren Zerschlagen der Seitenscheiben.

## In der Praxis
Der wesentliche Nachteil der Glassäge besteht darin, dass bei ihrer Anwendung sehr feiner Glasstaub entsteht, welcher sehr leicht in Augen, Wunden und durch das Einatmen in die Lunge gelangen und dort Schäden anrichten kann. Deshalb besteht bei einigen Feuerwehren inzwischen wieder die Tendenz, anstelle der Glassäge den Blechaufreißer zu verwenden, da dieser größere Scherben verursacht, die leichter unter Kontrolle gehalten werden können. Zusätzlich sollte versucht werden so wenig Verbundglas wie möglich zu sägen. Durch alternative Rettungstechniken, wie die „große Seitenöffnung“ oder das „Tunneln“ durch das Heck, lässt sich die Dachentfernung (häufigster Grund für das Sägen der Frontscheibe) vermeiden.
Auch Pendelhubsägen („Säbelsägen“) finden im Bereich der patientenorientierten Unfallrettung immer mehr Anwendung. Beim Sägen von Verbundsicherheitsglas mit diesen sollte aber, wie oben schon erwähnt, unter Umständen auf die Entstehung von Glasstaub geachtet und die Einsatzkräfte (Staubschutzmasken) sowie Patienten (Folie o. ä.) adäquat vor dieser Gefahr geschützt werden. Der Glasstaub kann zusätzlich mit aufgetragenem Wasser oder Rasierschaum zu großen Teilen gebunden werden, dies befreit aber in keinem Fall von den Schutzmaßnahmen.